# Intra-
Forstavelsen intra- kommer af latin intra = "inden for". Den bruges i mange af vore fremmedord, som et ordled, der sættes foran en ordstamme for at udtrykke, at noget er inden i det, som hovedordet betegner. Eksempler:
- intrauterin = inden for livmoderen
- intracellulær = inden i cellen
- intraspecifik = inden for den enkelte art

Ordet intra bruges også som forkortelse for intranet.